# Bryan (Vorname)
Bryan ist ein männlicher Vorname.

## Herkunft und Bedeutung
Bryan ist eine Schreibvariante des Namens Brian. Die Schreibung ist wahrscheinlich von dem verbreiteten Familiennamen Bryan beeinflusst.

## Namensträger
- Bryan Adams (* 1959), kanadischer Rocksänger
- Bryan Allen (* 1980), kanadischer Eishockeyspieler
- Bryan Bronson (* 1972), US-amerikanischer Leichtathlet
- Bryan Brown (* 1947), australischer Schauspieler
- Bryan D. Brown (* 1948), US-amerikanischer General
- Bryan Cranston (* 1956), US-amerikanischer Schauspieler
- Bryan Cristante (* 1995), italienischer Fußballspieler
- Bryan Danielson (* 1981), US-amerikanischer Wrestler
- Bryan Dechart (* 1987), US-amerikanischer Schauspieler
- Bryan Ferry (* 1945), britischer Sänger
- Bryan Forbes (1926–2013), britischer Filmregisseur, Autor und Schauspieler
- Bryan Fuller (* 1969), US-amerikanischer Drehbuchautor
- Bryan Habana (* 1983), südafrikanischer Rugbyspieler
- Bryan Hextall junior (Bryan Lee Hextall junior; * 1941), kanadischer Eishockeyspieler
- Bryan Hextall senior (Bryan Aldwyn Hextall senior; 1913–1984), kanadischer Eishockeyspieler
- Bryan Huang (* 1985), singapurischer Pokerspieler
- Bryan F. Mahan (1856–1923), US-amerikanischer Politiker
- Bryan McCabe (* 1975), kanadischer Eishockeyspieler
- Bryan Lee O’Malley (* 1979), kanadischer Cartoonist
- Bryan Paris (* 1985), US-amerikanischer Pokerspieler
- Bryan Piccioli (* 1989), US-amerikanischer Pokerspieler
- Bryan Reynolds (* 2001), US-amerikanischer Fußballspieler
- Bryan Robson (* 1957), englischer Fußballspieler und -trainer
- Bryan Schmidt (* 1981), US-amerikanischer Eishockeyspieler
- Bryan Singer (* 1965), US-amerikanischer Regisseur
- Bryan Staring (* 1987), australischer Motorradrennfahrer
- Bryan Sykes (1947–2020), britischer Professor für Humangenetik an der Universität Oxford
- Bryan Trottier (* 1956), kanadischer Eishockeyspieler und -trainer
- Bryan Ray Trout, bekannt als Skeet Ulrich (* 1970), US-amerikanischer Schauspieler
- Bryan Washington (* 1993), US-amerikanischer Schriftsteller und Essayist